# Остапенко Андрій Дмитрович
Андрій Дмитрович Остапенко (28 липня 1975, Харків) — український гітарист, соліст Національної філармонії України. Заслужений артист України (2001).

## Життєпис
Народився 28 липня 1975 року у Харкові в сім'ї музикантів. Батько — домрист Дмитро Остапенко. Матір має професійну музичну освіту як хормейстер.
1985 року вступив у Київську музичну школу № 3. 1994 року закінчив Київське державне музичне училище імені Рейнгольда Глієра (клас викладачів В. В. Філіппова, М. П. Михайленка), Київській державній консерваторії імені Петра Чайковського (клас доцента М. П. Михайленка).
Під час навчання Андрій Остапенко почав активну концертну діяльність, виступаючи в Україні та за її межами. З 1993 року — артист Національної філармонії України. Спочатку працював у складі квартету гітаристів, а з 1995 року — соліст філармонії.
Лауреат Першого Міжнародного конкурсу виконавців на народних інструментах, що відбувся в Україні 1995 року.
У 2001 році продовжував свою освіту і удосконалення виконавської майстерності в Міжнародній академії гітари Франциско Тарреги в Італії у маестро Паоло Пегораро і Стефано Віоли. Того ж року йому присвоєно почесне звання «Заслужений артист України».
У 2003 році після закінчення аспірантури Національної музичної академії імені Петра Чайковського розпочав педагогічну діяльність в академії (за сумісництвом).
До репертуару Андрія Остапенка входять твори композиторів різних епох і стилів — Баха, Доменіко Скарлатті, Ф. Сора, М. Джуліані, Л. Леньяні, Ф. Морено-Торроби, Паганіні, Ісаака Альбеніса, Х. Туріни, Х. Родріго, Миколи Стецюна, Анатолія Золкіна. Він багато концертує, часто виступає із симфонічними і камерними оркестрами України.
Є учасником різноманітних гітарних фестивалів і форумів, член журі міжнародних і національних конкурсів. Остапенко відомий як перший виконавець нових оригінальних творів, написаних українськими композиторами для гітари, які успішно презентує на фестивалях Національної спілки композиторів України. Гастролює закордоном у таких країнах як Італія, Польща, Швейцарія, Азербайджан, Португалія, Велика Британія.
З 2004 року Андрій Остапенко — автор і один з організаторів проведення щорічного Міжнародного фестивалю гітарної музики «Київ». У 2007 році у рамках цього фестивалю був заснований і проведений Міжнародний конкурс гітаристів в Україні, який проходить що два роки.

## Сім'я
Дружина — домристка Галина Остапенко. Виховує двох дітей.